# Пушендорф
Пушендорф (њем. Puschendorf) општина је у њемачкој савезној држави Баварска. Једно је од 14 општинских средишта округа Фирт. Према процјени из 2010. у општини је живјело 2.169 становника. Посједује регионалну шифру (AGS) 9573124.

## Географски и демографски подаци
Пушендорф се налази у савезној држави Баварска у округу Фирт. Општина се налази на надморској висини од 363 метра. Површина општине износи 3,4 km². У самом мјесту је, према процјени из 2010. године, живјело 2.169 становника. Просјечна густина становништва износи 638 становника/km².

## Међународна сарадња
| Мјесто                 | Држава  | Врста сарадње | Од    |
| ---------------------- | ------- | ------------- | ----- |
| Кастелнуово Мерарденга | Италија | партнерство   | 1990. |
| Извор                  |         |               |       |